# Joëlle Mbumi Nkouindjin
Joëlle Sandrine Mbumi Nkouindjin (sinh ngày 25 tháng 5 năm 1986) là một vận động viên người Cameroon có chuyên môn là nhảy xa ba bước. Cô thi đấu tại Giải vô địch thế giới 2015 ở Bắc Kinh mà không đủ điều kiện cho trận chung kết. Cô có thành tích tốt nhất cá nhân là 14,16 mét trong môn nhảy ba bước (Yaoundé 2015) và 6,35 mét trong môn nhảy xa (Yaoundé 2014).

## Kỷ lục cuộc thi
| Năm                   | Giải đấu                 | Địa điểm                           | Thứ hạng              | Nội dung              | Chú thích             |
| Representing Cameroon | Representing Cameroon    | Representing Cameroon              | Representing Cameroon | Representing Cameroon | Representing Cameroon |
| --------------------- | ------------------------ | ---------------------------------- | --------------------- | --------------------- | --------------------- |
| 2014                  | Commonwealth Games       | Glasgow, United Kingdom            | 11th                  | Long jump             | 6.18 m                |
| 2014                  | Commonwealth Games       | Glasgow, United Kingdom            | 7th                   | Triple jump           | 13.48 m               |
| 2014                  | African Championships    | Marrakech, Morocco                 | 3rd                   | Long jump             | 6.25 m                |
| 2014                  | African Championships    | Marrakech, Morocco                 | 1st                   | Triple jump           | 14.02 m               |
| 2015                  | World Championships      | Beijing, China                     | 26th (q)              | Triple jump           | 13.06 m               |
| 2015                  | African Games            | Brazzaville, Republic of the Congo | 1st                   | Long jump             | 6.31 m                |
| 2015                  | African Games            | Brazzaville, Republic of the Congo | 1st                   | Triple jump           | 13.75 m               |
| 2016                  | African Championships    | Durban, South Africa               | 2nd                   | Long jump             | 6.39 m (w)            |
| 2016                  | African Championships    | Durban, South Africa               | 2nd                   | Triple jump           | 13.37 m               |
| 2016                  | Olympic Games            | Rio de Janeiro, Brazil             | 36th (q)              | Triple jump           | 13.11 m               |
| 2017                  | Islamic Solidarity Games | Baku, Azerbaijan                   | 6th                   | Long jump             | 5.88 m                |
| 2017                  | Islamic Solidarity Games | Baku, Azerbaijan                   | 2nd                   | Triple jump           | 12.84 m               |
| 2017                  | Jeux de la Francophonie  | Abidjan, Ivory Coast               | 2nd                   | Long jump             | 6.34 m (w)            |
| 2017                  | Jeux de la Francophonie  | Abidjan, Ivory Coast               | 2nd                   | Triple jump           | 13.58 m               |
| 2018                  | Commonwealth Games       | Gold Coast, Australia              | 7th                   | Triple jump           | 13.45 m               |